# Coral Pellicer
Coral Pellicer Veloso (Valencia,  27 de mayo de 1937 - 30 de abril de 2020) fue una periodista, escritora y actriz española.

## Biografía
Pellicer nació en Valencia el 27 de mayo de 1937. Era hija de Maruja Veloso, que en los años 30 del siglo XX fue una de las pocas mujeres matriculadas en Medicina en España, y del anarquista José Pellicer, ‘el Durruti valenciano’ que murió fusilado en 1942. Durante la estancia de este en la cárcel Modelo de Valencia, su padre le escribió un cuento titulado Tilín que relató a su hija antes de morir, aunque esta no encontró el manuscrito hasta dos décadas después de su fallecimiento.
Trabajó como profesora de idiomas y fue editora del NO-DO. Se formó como actriz en la Escuela de Cinematografía de Madrid, donde coincidió con cineastas como Luis García Berlanga, Miguel Picazo, Pedro Olea, Víctor Erice y actrices como María Elena Flores. Allí conoció al cineasta Angelino Fons, con quien trabajó, además de casarse y tener un hijo, David Fons Pellicer, también vinculado al mundo del cine. Como periodista se especializó en reportajes sobre turismo y colaboró durante años con Moncho Alpuente en la sección de Cultura del diario El País.
A lo largo de su vida, Pellicer luchó para conseguir restaurar la memoria de su padre y sus tíos, Pedro y Vicente, también fusilados, solicitando en 2006 ante los tribunales la anulación de sus condenas a muerte, aunque sin éxito. También fue militante de la CNT, participando en 2002 como observadora en el Congreso de Perlora de ese año. Colaboró también con la Fundación Anselmo Lorenzo que conserva multitud de documentación de Pellicer y su familia.
Falleció a los ochenta y tres años el 30 de abril de 2020 víctima de un infarto.

## Trayectoria como actriz
Debutó como actriz en 1962 en el corto Sor Angelina, de Francisco Regueiro. Su primer papel en un largometraje llegó en 1964 con la adaptación de Miguel Picazo de la novela de Unamuno La tía Tula. En 1966 actuó en el filme La busca, de Angelino Fons, que fue incluida en la sección oficial del Festival de Venecia, logrando el actor protagonista, Jacques Perrin, la  Copa Volpi.
También participó en películas como Trágala, perro, Cartas de amor de una monja, Nueve cartas a Berta, Marianela, La estanquera de Vallecas, Esposa y amante, Extramuros, Navajeros, La hoz y el Martínez, Colegas, El diputado o La Voz Dormida, y en multitud de series de televisión como La Barraca, Doctor Mateo, Cuéntame cómo pasó, Águila Roja, Policías, Hospital Central, La que se avecina, Amar es para siempre, MIR y El porvenir es largo.